# Expedition 34
Expedition 34 è stata la 34ª missione di lunga durata verso la International Space Station (ISS). Iniziata il 18 novembre 2012 con la partenza della Sojuz TMA-05M, che ha riportato a terra i membri della Expedition 33, è terminata il 15 marzo 2013.

## Equipaggio
| Ruolo               | Novembre 2012                          | Novembre 2012 – Marzo 2013              |
| ------------------- | -------------------------------------- | --------------------------------------- |
| Comandante          | Kevin Ford, NASA Secondo volo          | Kevin Ford, NASA Secondo volo           |
| Ingegnere di volo 1 | Oleg Novickij, Roscosmos Primo volo    | Oleg Novickij, Roscosmos Primo volo     |
| Ingegnere di volo 2 | Evgenij Tarelkin, Roscosmos Primo volo | Evgenij Tarelkin, Roscosmos Primo volo  |
| Ingegnere di volo 3 |                                        | Roman Romanenko, Roscosmos Secondo volo |
| Ingegnere di volo 4 |                                        | Chris Hadfield, CSA Terzo volo          |
| Ingegnere di volo 5 |                                        | Thomas Marshburn, NASA Secondo volo     |